# Granbarkbagge
Granbarkbagge (Lasconotus jelskii) är en skalbaggsart som först beskrevs av Wankowicz 1867.  Granbarkbagge ingår i släktet Lasconotus, och familjen barkbaggar. Enligt den svenska rödlistan är arten sårbar i Sverige. Arten förekommer på Gotland, Nedre Norrland och Övre Norrland. Artens livsmiljö är skogslandskap.